# Muiredach Muillethan
Muiredach Muillethan mac Fergusso (ou Muiredach Mag Aí) (mort en 702) est un roi de Connacht issu des Uí Briúin Aí une branche des Connachta.. Il est le petit-fils de Rogallach mac Uatach (mort en 649), un précédent souverain. Son surnom Muillethan signifie « Couronne large ».

## Contexte
Les annales relève que son père Fergus (Muirgius) est tué en 654 par les Uí Fiachrach Aidhne. La mort de son oncle Cathal mac Rogallaig est mentionnée en 680. La date de son accession au trône des Uí Briúin est inconnue mais elle doit intervenir après la mort de Cenn Fáelad mac Colggen (mort en 682) du sept des Uí Briúin Seóla.
Les Listes de Rois présentent des ordres de succession des rois différentes pour cette période, Les Laud Synchronismes place son règne
après celui de Fergal alors que le Livre de Leinster le place plus tard. Les Annales de Tigernach relèvent un règne de 696 à 702 pour Muiredach comme roi de Connacht succédant à Fergal Aidni mac Artgaile (mort en 696), On ne sait toutefois rien des événements de son règne.
Il épouse Cacht issue du Corco Cullu (une tribu mineure du Mag nAí), qui est la fille du meurtrier de son grand-père Rogallach. Il est l'ancêtre éponyme du Síl Muiredaig importante dynastie du Connacht et ses fils Indrechtach mac Muiredaig Muillethan (mort en 723) et Cathal mac Muiredaig Muillethan (mort en 735), seront également rois du Connacht mais il a comme successeur son oncle Cellach mac Rogallaig.

## Sources
- (en) Francis John Byrne, Irish Kings and High-Kings, Londres, Batsford, 1973 (ISBN 0-7134-5882-8), p. 300 Tableau 20
- (en) T.W Moody, F.X. Martin, F.J. Byrne A New History of Ireland IX Maps, Genealogies, Lists. A companion to Irish History part II . Oxford University Press réédition 2011  (ISBN 9780199593064) Kings of Connacht to 1224 p. 138.
- (en) Gearoid Mac Niocaill, Ireland before the Vikings, Dublin, Gill and Macmillan, 1972